# Cândeşti (Neamţ)
Cândeşti é uma comuna romena localizada no distrito de Neamţ, na região de Moldávia. A comuna possui uma área de 37.70 km² e sua população era de 4273 habitantes segundo o censo de 2007.